# Bathyplectes xanthostigma
Bathyplectes xanthostigma là một loài tò vò trong họ Ichneumonidae.